# Никандр Псковский
Никандр Пустынножитель (Никандр Псковский; в миру Никон; 24 июля 1507 — 24 сентября 1581 (по другим данным, 1582)) — русский православный монах, основатель Никандровой Свято-Благовещенской пустыни.
Почитается как чудотворец, преподобный Русской православной церкви. Память 24 сентября (день кончины), 25 марта (храмовый праздник Никандровой пустыни), 29 июня (обретение мощей) и в Соборе Псковских святых.

## Биография
Родился 24 июля 1507 года в семье крестьян Филиппа и Анастасии в селе Виделебье на Псковщине и в крещении получил имя Никон.
Как повествует его житие, «не любил Никон ни игр, свойственных его юному возрасту, ни красивых одежд, не принимал участия в праздных беседах, носил всегда простую одежду, любил нищету духовную и чистоту сердечную, постоянно вёл он брань с врагом рода человеческого, предуготовляя себя таким образом к будущим, ещё большим духовным подвигам». Между тем отец его скончался. Стремился научиться грамоте, чтобы самому читать Священное Писание.
В семнадцатилетнем возрасте убедил мать свою частью раздать имение неимущим, частью пожертвовать в церкви и оставить суетный мир. Придя в один женский монастырь, Анастасия приняла там пострижение и вскоре отошла в вечную жизнь.
Тогда Никон отправился в город Псков, посетил все церкви и монастыри, там бывшие, обошёл также окрестные обители и наконец достиг мест, ознаменованных подвигами святых Евфросина и Саввы. Затем опять отправился в Псков; здесь его встретил благочестивый муж по имени Филипп и принял его в свой дом для работы. Видя желание Никона разуметь Священное Писание, Филипп отдал его в учение к некоему диакону, славившемуся своими знаниями и мудростью.
Чтобы иметь возможность читать Слово Божие, Никон нанялся в работники к псковскому жителю Филиппу, который за усердие отдал его на обучение к опытному учителю. Видя ревность юноши, Господь Сам указал ему место подвига. Горячо молясь в одной из псковских церквей, он услышал глас из алтаря, повелевавший ему идти в пустынь, которую Господь укажет через Своего раба Феодора. Крестьянин Феодор отвел его на речку Демьянку, между Псковом и Порховом. (Впоследствии Филипп и Феодор, которые помогли преподобному достичь своей заветной цели, по его молитвам также вступили на путь иночества и стали пострижениками Крыпецкого монастыря с именами Филарет и Феодосий).
Проведя несколько лет в безмолвии и суровых подвигах, иссушивших его плоть, Никон пришел в монастырь, основанный преподобным Саввой Крыпецким. Игумен, видя его телесную немощь, не сразу согласился принять его, опасаясь, что трудности монашеской жизни будут ему не по силам. Тогда Никон, припав к раке преподобного Саввы, стал, как живого, умолять его взять в свою обитель. Игумен смягчился и постриг Никона с именем Никандр.
Много искушений и бед пережил на тесном пути подвижничества преподобный Никандр. О "страстех пустынных" ему предсказал еще в Пскове блаженный Николай (память 28 февраля). Молитвами всех псковских угодников и преподобного Александра Свирского(память 30 августа и 17 апреля), который дважды являлся преподобному, наставляя и укрепляя его, он, с помощью благодати Божией, преодолел все многообразные козни лукавого. Силой молитв преподобный победил слабости плоти, человеческое недоброжелательство и диавольские страхования. Однажды его чуть не убили разбойники, отняв его единственное и самое ценное для отшельника имущество – книги и иконы. По молитвам святого двое из них, устрашившись внезапной смертью своего товарища, раскаялись в своих злодеяниях и получили прощение старца.
В Крыпецком монастыре преподобный Никандр жил недолго и с благословения вернулся в свою пустынь. Впоследствии он еще раз приходил на жительство в Крыпецкую обитель, где исполнял послушания уставщика и келаря, и снова ушел в пустынь и жил там в посте и молитве, постигая Слово Божие. Ежегодно Великим постом преподобный Никандр ходил в Дамиановский монастырь, где исповедовался и причащался Святых Христовых Таин. За восемь лет до кончины он принял там великую схиму. К преподобному стало приходить много народа "пользы ради", ибо, по слову преподобного Иоанна Лествичника, "монашеское житие – свет для всех человеков". Верующие обращались к преподобному Никандру за молитвенной помощью, ибо Господь наделил его многими благодатными дарованиями. Пустынник с любовью и вниманием относился ко всем нуждам своих посетителей и даже устроил им для ночлега убогую "гостиницу у дуба", которую сам протапливал. Преподобный не позволял себе выставлять напоказ свои дарования. Приходя тайно к его келлии, люди всегда слышали, что он молится с горьким рыданием. Он же, заметив близость людей, тотчас умолкал, пряча от них полученный дар слез.
Преподобный Никандр до конца жизни оставался пустынником (его так и величают – преподобный Никандр пустынножитель), но завещал не оставлять место его трудов после своей кончины, обещая свое покровительство насельникам будущего монастыря. Диакону Порховского женского монастыря Петру преподобный заповедал на его могиле поставить церковь и перенести туда икону Благовещения Пресвятой Богородицы из погоста Тишанки. Он предвидел свою смерть, предсказав, что умрет, когда на отечество нападут враги, предрекая им при этом скорое поражение. 24 сентября 1581 года, во время нашествия войск польского короля Стефана Батория, один крестьянин нашел его скончавшимся: он лежал на рогожке с крестообразно сложенными на груди руками. Из Пскова пришли духовенство и народ, почитатели преподобного, среди которых был и диакон Петр, и совершили обряд христианского погребения.
В 1584 году на благодатном месте подвига преподобного Никандра, освященном его почти полувековой молитвой, была создана обитель, которую стали называть Никандровой пустынью. Строителем монастыря был инок Исаия, исцелившийся по молитве святому. В 1686 году при Патриархе Иоакиме состоялось прославление преподобного Никандра и было установлено празднование его памяти 24 сентября, в день кончины, и в храмовый праздник обители – Благовещение Пресвятой Богородицы. При перестройке собора монастыря были обретены мощи преподобного Никандра, скрытые в стене, и 29 июня празднуется как день обретения его честных мощей. И сейчас крепка молитвенная связь верующих с преподобным Никандром, которого глубоко чтят на псковской земле.

## Канонизация и почитание
В 1686 году по распоряжению патриарха Иоакима, вследствие слуха о его чудесах, мощи преподобного были освидетельствованы и найдены нетленными; в то же время было составлено его житие и сочинена ему служба.
Патриарх Иоаким, рассмотрев житие и службу преподобному, повелел праздновать память его в храмовый праздник обители (то есть на праздник Благовещения), а также 24 сентября — в день кончины его.